# Candelaria (métro de Mexico)
Pour les articles homonymes, voir Candelaria.
Candelaria est une des stations du métro de Mexico sur les lignes 1 et 4, située dans le centre de Mexico, dans la délégation Venustiano Carranza.

## La station
Le nom de la station provient du nom de la colonia où elle se trouve, la Candelaria de los Patos, ainsi appelée parce que ce lieu, jadis une rive du lac Texcoco, était connu pour ses grands rassemblements de canards (patos). Son symbole représente un canard sur un lac.

## Galerie

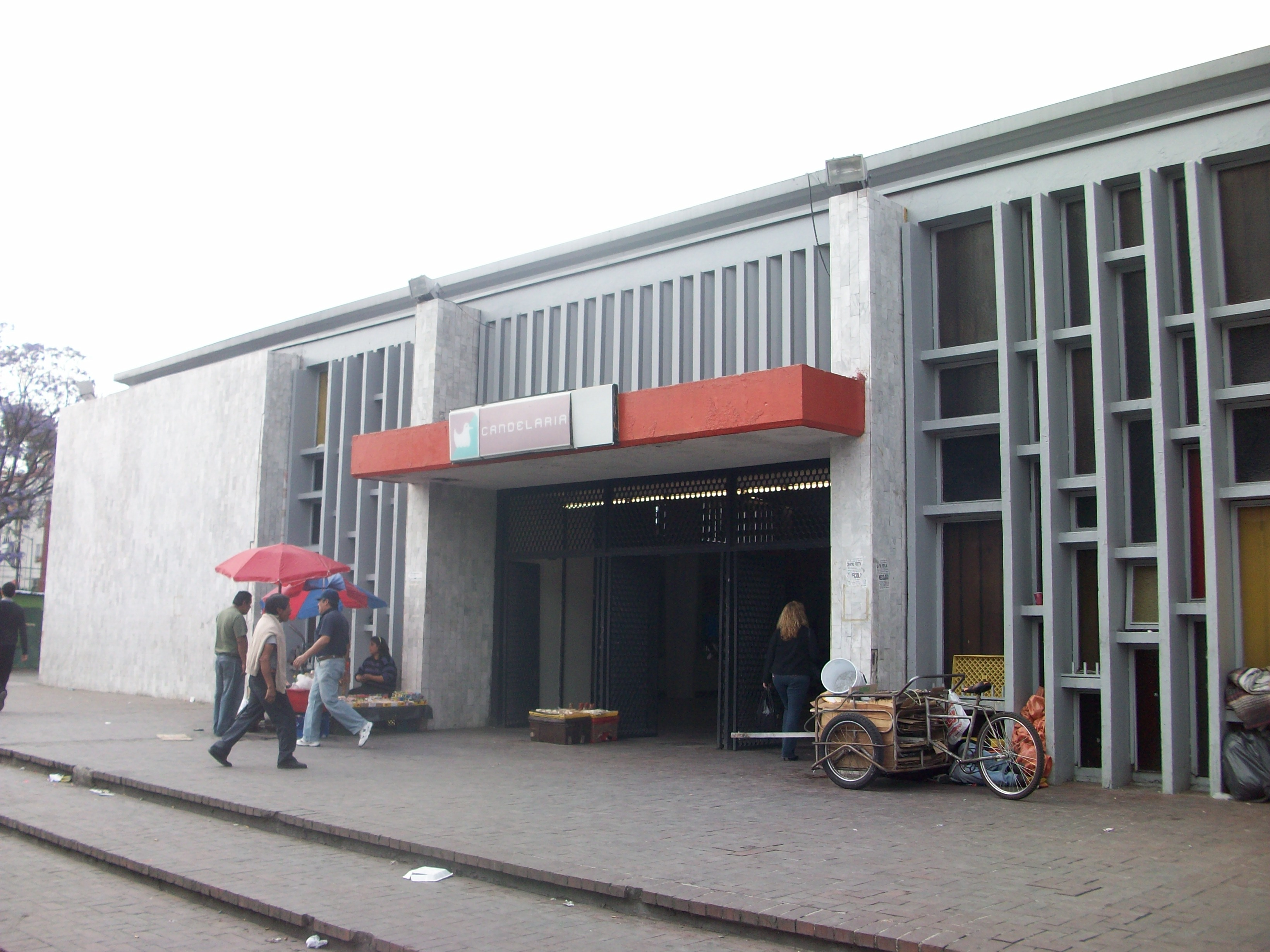
Entrée de la station de la ligne 1
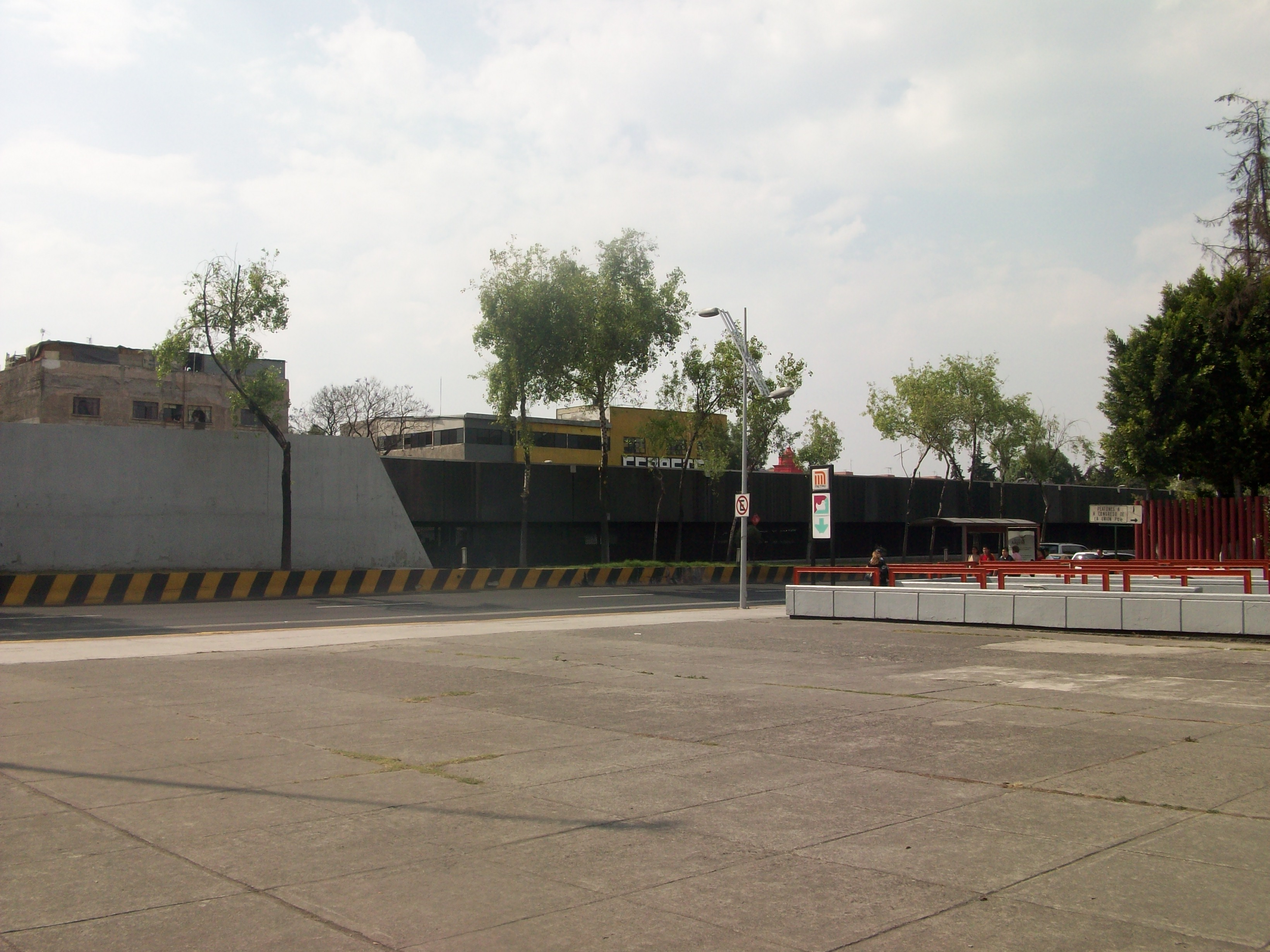
Création de plateformes de la ligne 4